# Karl Plauth
Karl Plauth (* 27. August 1896 in Kaiserslautern; † 1. November 1927 in Dessau) war ein deutscher Pilot.

## Leben
Plauth wurde als Sohn des Landgerichtsdirektors Wilhelm Plauth geboren. Im Juli 1914 legte er das Abitur am Herzog-Wolfgang-Gymnasium ab.

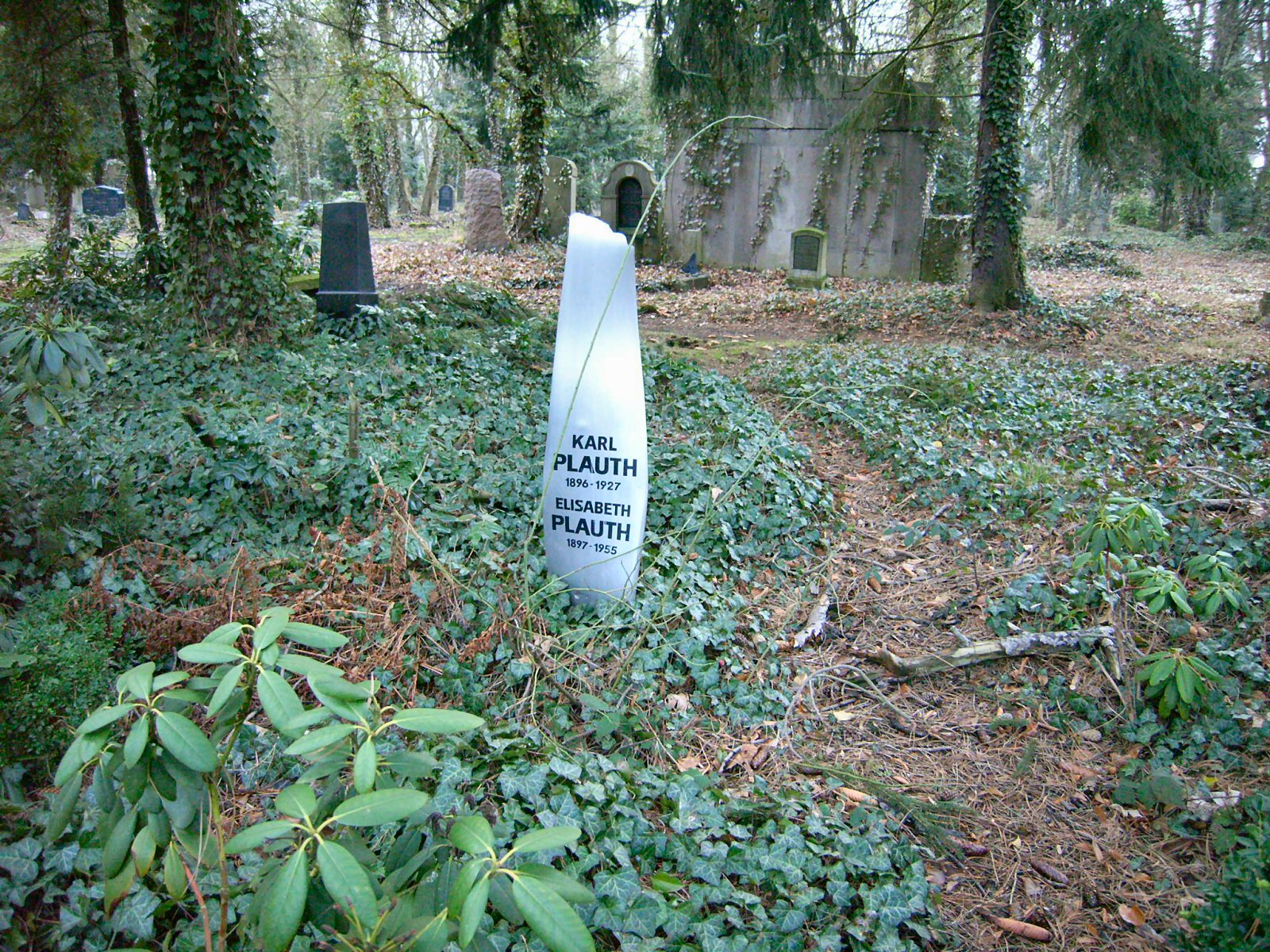
Ruhestätte von Karl und Elisabeth Plauth in Dessau

Er trat zu Beginn des Krieges in den Militärdienst ein und wurde Fahnenjunker beim 1. Elsässischen Pionier-Bataillon in Straßburg. Am 22. März 1915 erfolgte seine Beförderung zum Offizier. Ab Dezember 1917 war er bis zum Ende des Krieges Jagdflieger, erst bei der Fliegerabteilung (A) 204, dann bei der Jagdstaffel 20. Er errang 16 Luftsiege und wurde am 1. Oktober 1918 Führer der Jagdstaffel 51. Am 13. Juli 1918 wurde er bei einer nach einem Luftkampf erforderlichen Notlandung verwundet.
1919 nahm er ein Maschinenbaustudium an der Technischen Hochschule Darmstadt auf und engagierte sich bei der akademischen Fliegergruppe. Er war maßgeblich an der Konstruktion des Segelflugzeugs D 8 „Karl der Große“ beteiligt, dessen Konstruktion auch seine Abschlussarbeit war.
Am 20. März 1920 erfolgte seine Verabschiedung aus dem Militärdienst als Oberleutnant. Im August des gleichen Jahres heiratete er.
Von Juni bis August 1921 beteiligte er sich am Bau zweier Segelflugzeuge durch die akademische Fliegergruppe. Im Dezember 1922 legte er seine Prüfung zum Diplom-Ingenieur ab. 
Am 6. März 1923 trat er eine Stelle beim Flugzeughersteller Junkers Flugzeugwerk AG in dessen Entwicklungsgruppe des Konstruktionsbüros an. Ab 1925 war Plauth im Hauptbüro bei Hugo Junkers und als Werkspilot tätig. Im Mai dieses Jahres nahm er am Deutschlandflug mit der Junkers T 26 teil.
Am 1. November 1927 verunglückte Plauth beim Absturz seiner Junkers A 32 während einer Kunstflugübung in Dessau tödlich.

## Ehrung

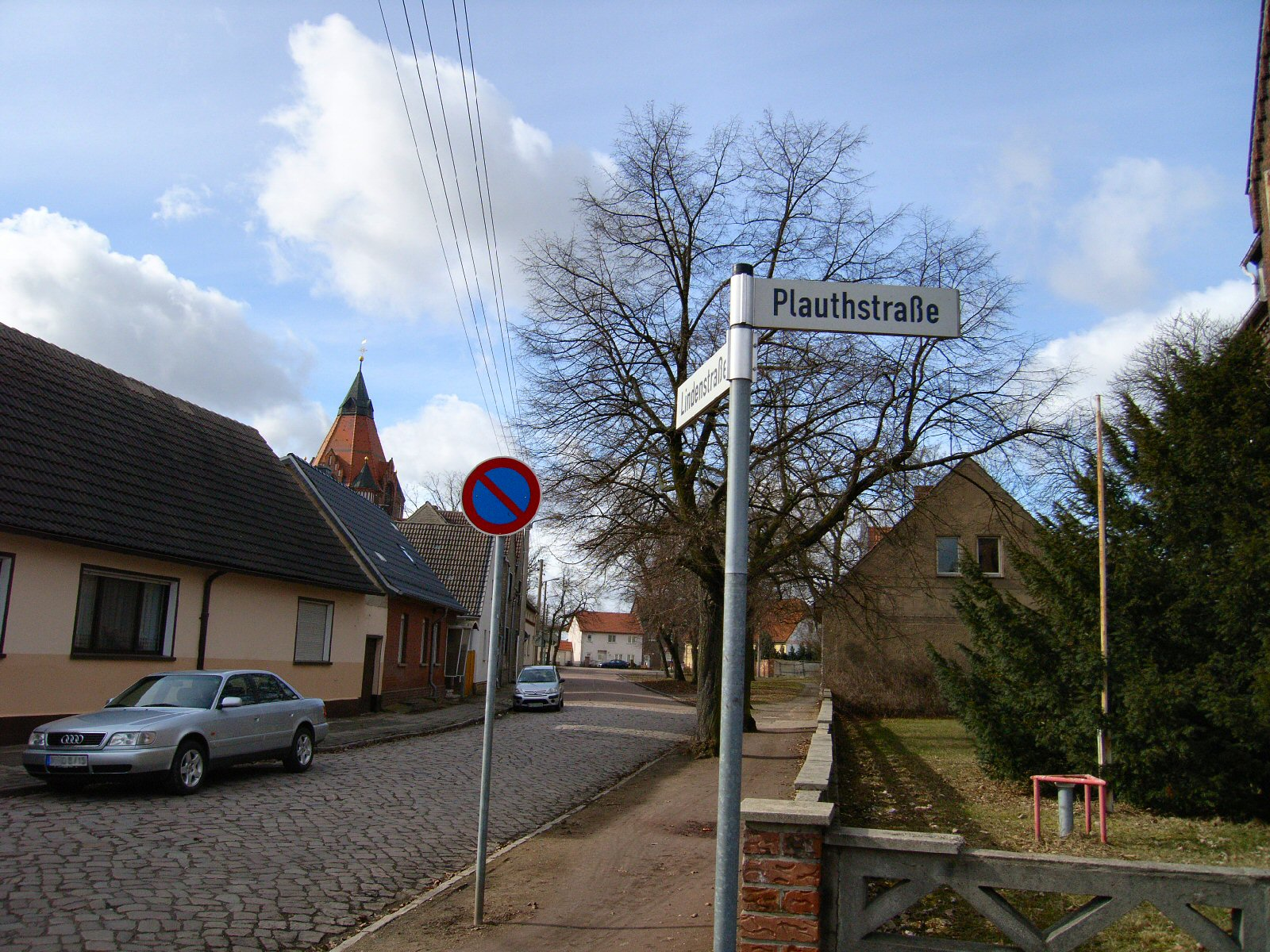
Plauthstraße in Dessau

Die Stadt Magdeburg hatte zeitweise ihm zu Ehren eine Straße als Plauthstraße benannt.